# Castell Amilakhvari
El castell Amilakhvari (en georgià: ამილახვართა ციხე-დარბაზები) és un monument arquitectònic situat al poble de Kvemo, a Kaspi, a la regió de Xida Kartli, Geòrgia. Des d'ell pot apreciar-se el castell de Skhvilo als pujols a l'est del poble.
Al castell se li va atorgar la categoria de Monument cultural destacat de Geòrgia el 2006, segons decret presidencial.

## Història
El castell, construït durant el segle xvii per la família de nobles Amilakhvari, es trobava al nord d'un complex més gran que ara com ara ha desaparegut quasi per complet. Consisteix en una fortalesa rectangular, actualment en ruïnes; en la seva part occidental, té una església i dues torres.

## Arquitectura

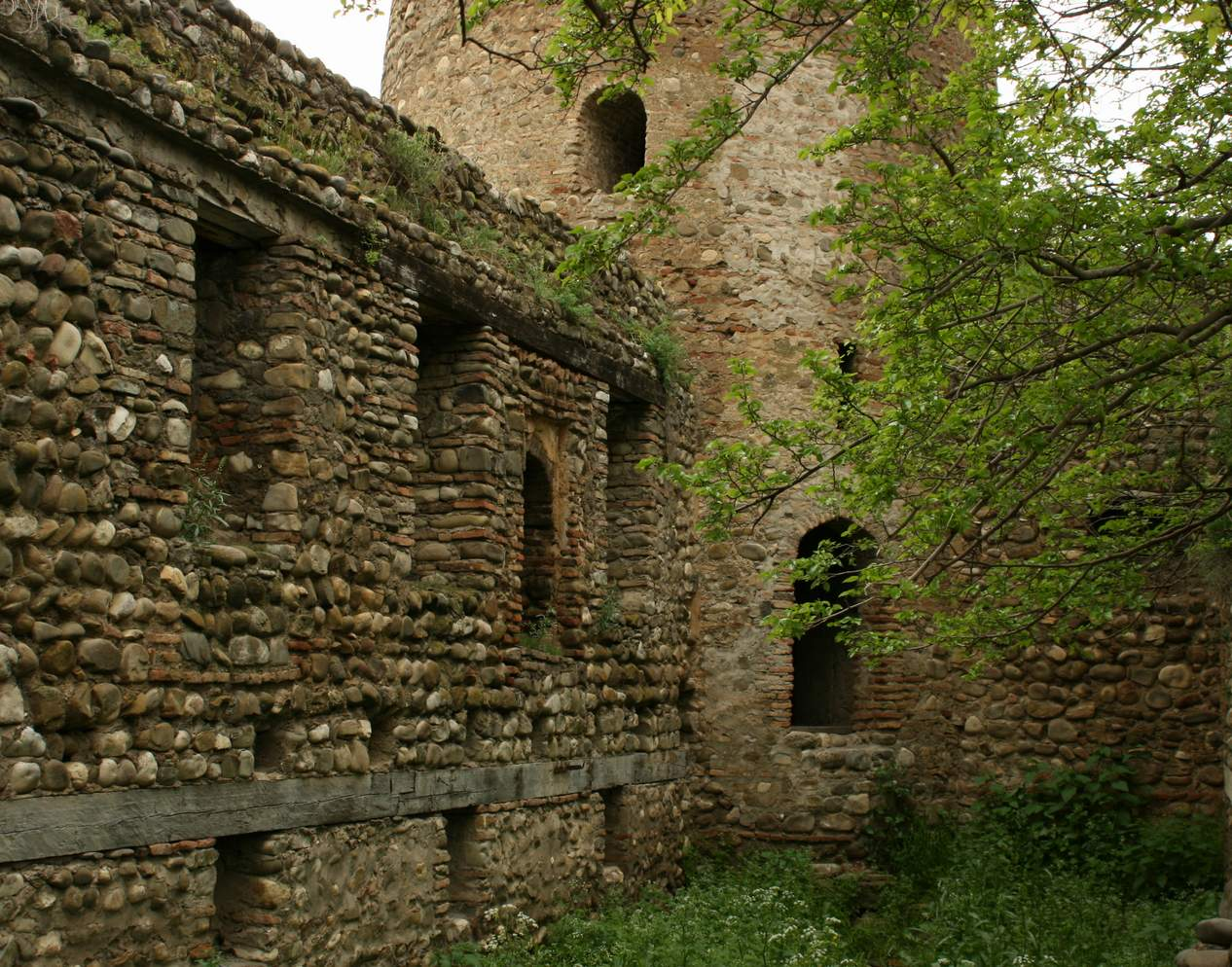
Interior del castell

El monument és un conjunt d'edificis, el qual consta de tres complexos: el castell principal —amb torres, església, campanar, palau—, el segon castell —amb torres i ruïnes del palau— i el castell Givi Amilakhvari. Els edificis daten dels segles XVII-XVIII.
El castell va ser construït principalment amb llambordins, mentre que per als interiors es van utilitzar maons i pedra triturada.
Originàriament pensada per ser un campanar, la torre propera a l'església va acabar sent només una torre pel difícil moment polític que va afrontar el país quan el príncep Givi Amilakhvari va lluitar intermitentment amb i contra els otomans i el persa Nader Shah, a mitjan segle xviii.
A prop del castell, gairebé a l'altre costat de la carretera, poden veure's les dues torres Kvemo. De fet, aquestes torres són les restes de dos castells més petits, que també van pertànyer a la família Amilakhvari.